# Sulla spiaggia
Sulla spiaggia (La Baignade) è un dipinto realizzato il 12 febbraio 1937 dal pittore spagnolo Pablo Picasso.
È conservato nel Peggy Guggenheim Collection di Venezia.
All'inizio del 1937, l'artista si dedicò a disegni e incisioni di denuncia contro la Guerra civile spagnola: da questi nacque anche Guernica. Nel frattempo, realizzò opere di tutt'altro genere, come questa, che si rifà a Le tre bagnanti del 1920.
L'opera è stata realizzata in Francia, nei pressi di Versailles: se ne conservano due disegni preparatori.
Le due giovani bagnanti sembrano scolpite in pietra pomice, ma nonostante questo sono dotate di un'estrema grazia e gentilezza.